# Fidžijski hindustanski jezik
Fidžijski hindustanski jezik (ISO 639-3: hif; fidžijski hindi), jezik hinduskih naseljenika na otočju Fidži kamo su dovedeni od strane Britanaca kao radnici između 1879. i 1920. Među njima ima etničkih Tamila (6 663), Gudžarata (6 203), Malajala, Bengalaca (17 875) i Gurmukha (1 167), Teluga (2 008) i Urdu skupina.
Fidžijski hindustanski pripada istočnoj centralnoj zoni indoarijskih jezika. Na Fidžiju je službeni jezik. 380 000 govornika na Fidžiju (1991 UBS).

## Vanjske poveznice
- Ethnologue (14th)
- Ethnologue (15th)